# Detectiv fără voie
Detectiv fără voie este un serial românesc de televiziune realizat în 2001 de regizorul Silviu Jicman. Serialul reprezintă ecranizarea romanelor prozatorului George Arion care îl au ca protagonist pe simpaticul Andrei Mladin.

## Episoade
- 1-Criminalul suprem
- 2-Atac în bibliotecă
- 3-Cercul suspecților
- 4.A-Profesionistul (partea întâi)
- 4.B-Profesionistul (partea a doua)
- 5-Pe ce picior dansați?
- 6.A-Misterul din fotografie (partea întâi)
- 6.B-Misterul din fotografie (partea a doua)
- 7-Coletul ucigaș
- 8-System

## Romanele ecranizate
În prima jumătate a primului episod, se ecranizează proza "Criminalul suprem", scrisă de George Arion expres pentru serial. Atât în a doua jumătate a primului episod cât și în episoadele 2 și 3, se ecranizează primul roman al lui George Arion, "Atac în bibliotecă", publicat în 1983 la Editura Eminescu. Episodul 4 are două părți și ecranizează romanul "Profesionistul", inspirat din fapte reale, apărut în cartea omonimă (care cuprinde romanele "Profesionistul" și "Țintă în mișcare"), carte publicată în 1985 la Editura Eminescu. Episodul 5 reprezintă ecranizarea microromanului "Pe ce picior dansați?", din cartea cu același nume. Episodul 6 are două părți și ecranizează microromanul "Misterul din fotografie", apărut în cartea "Pe ce picior dansați?" (formată din microromanele "Pe ce picior dansați"? și "Misterul din fotografie"), publicată îm 1991 la Editura Eminescu, în cadru Colecției "Mister". Episodul 7 reprezintă o adaptare după proza scurtă "Coletul ucigaș", inclusă în cartea "Anchetele unui detectiv singur", apărută în 2003 la editura "Premiile fundației Flacăra"

## Distribuție
- Mircea Rusu - Andrei Mladin
- Alexandru Bindea - Haralambie Necșulescu (ep.2, ep.3, ep.5, ep.6, ep.7)
- Viorel Comănici - directorul ziarului (ep.2-ep.8)
- Florin Zamfirescu - Necunoscutul din local (ep. 1, ep. 8)
- Cătălina Mustață - violonista Mihaela Comnoiu (ep. 1, ep. 2, ep.3)
- Ștefan Radof - doctorul  Paul Comnoiu, tatăl Mihaelei (ep. 2, ep. 3, ep. 7)
- Ileana Stana Ionescu - duduia Margareta, vecina lui Andrei Mladin (ep. 1, ep. 2, ep. 3)
- George Alexandru - actorul Marian Sulcer (ep. 1, ep. 2, ep. 3)
- Bogdan Mușatescu - Valentin (ep. 1, ep. 2)
- Patric Petre Marin - Ionuț Axinte (ep. 1, ep. 2, ep. 3)
- Aristița Diamandi - vecină (ep. 1)
- Eugenia Bosânceanu - bătrână (ep. 1, ep. 8)
- Veronica Gheorghe - țigancă (ep. 1) (menționată: Veronica Linguraru)
- Petre Moraru - decan (ep. 1)
- Ionuț Pohariu - student (ep. 1)
- Andrei Ionescu - soldat (ep. 1)
- Rodica Popescu-Bitănescu - Maria, soția lui Valentin (ep. 2, ep. 3)
- Petre Nicolae - Maiorul Buduru (ep. 2, ep. 3, ep. 8)
- Costel Cașcaval - Locotenentul Pahonțu (ep. 2, ep. 3, ep. 7, ep. 8)
- Andrei Finți - ing. Ion Parfenie (ep. 2, ep. 3)
- Constantin Drăgănescu - bețiv (ep. 2)
- Tudorel Filimon - Bombă (ep. 2, ep. 3)
- Lucia Maier - Menajera lui Sulcer (ep. 2)
- Viorel Păunescu - inventatorul cu Perpetum Mobile (ep. 2, ep. 7)
- Cătălin Găitan Konic - băiatul din cartier (ep. 2)
- Răzvan Ghiță - vecin (ep. 2)
- Ion Chelaru - Ion Pandele (ep.3)
- Ileana Narvot Mărgineanu - Soția lui Grigore Prislop (ep.3)
- Virginia Rogin - verișoara lui Matei Hasnaș (ep. 3)
- Delia Nartea - laboranta Mirela Nisipeanu (ep. 4)
- Romeo Pop - colonelul Dumitru Valerian (ep. 4)
- Olga Delia Mateescu - Doamna Pompiliu (ep. 4)
- Dragoș Ionescu - nebunul Miron (ep. 4)
- Luminița Gheorghiu - Mama lui Miron (ep. 4)
- Ovidiu Niculescu și Mihai Niculescu - polițiștii din Marna (ep. 4)
- Gheorghe Dănilă - dactilograful Iulian Moraru (ep. 4)
- Radu Panamarenco - Vicențiu Peahă, primarul orașului Marna (ep. 4)
- Tomi Cristin - Marin Bodea, patronul cazinoului (ep. 4)
- Vitalie Bantaș - gardianul de la cazino (ep. 4)
- Dan Antoci - directorul de la Marea Fabrică (ep. 4)
- Daniela Nane - fiica directorului (ep. 4)
- Constantin Ghenescu - Timofte, panicul de la Marea Fabrică (ep. 4)
- Victor Gafiuc - Vecinul lui Timofte (ep. 4)
- Nicolae Urs - pădurar (ep. 4)
- Vladimir Găitan - inginerul Ion Tacescu (ep. 5, ep. 7)
- Ernest Maftei - bătrânul de pe Strada Meduzei (ep. 5)
- Alfred Demetru - profesorul de geografie, Cristian Babiuc (ep. 5)
- Matei Gheorghiu - profesorul de istorie, Marin Dănescu (ep. 5)
- Marian Lepădatu - violonistul Marin Mara (ep. 5)
- Constantin Dinulescu - bătrânul din cartierul lui Ilie Vargaru (ep. 5)
- Teodora Nicolai - Aneta Deladecima (ep. 5)
- Marcelo Cobzariu - partenerul Anetei (ep. 5)
- Victoria Dobre-Timonu - doamna Deladecima (ep. 5)
- Nicolae Călugărița - Marin Deladecima  (ep. 5)
- Nora Dincă - funcționară  (ep. 5)
- Mircea Albulescu - Pavel Sopron (ep. 6)
- Aimée Iacobescu - Amelia Sopron (ep. 6)
- Liviu Lucaci - Leonard Sopron (ep. 6)
- Maria Teslaru - mama Carlei (ep. 6)
- Bogdan Niculae - fratele Carlei (ep. 6)
- Alexandru Georgescu - Căpitanul Timotei (ep. 6)
- Gavril Pătru - Locotenentul Edgar (ep. 6)
- Anemona Niculescu - servitoarea lui Pavel Sopron (ep. 6)
- Bianca Brad - Cornelia Irimescu, colega lui Mladin (ep. 7)
- Dan Bădărău - Borțun (ep. 7, ep. 8)
- Marian Ghenea - informator (ep. 7)
- Laura Vasiliu - partenera lui Haralmbie Necșulescu (ep. 7)
- Mihaela Călinescu - secretară (ep. 7)